# Kitt

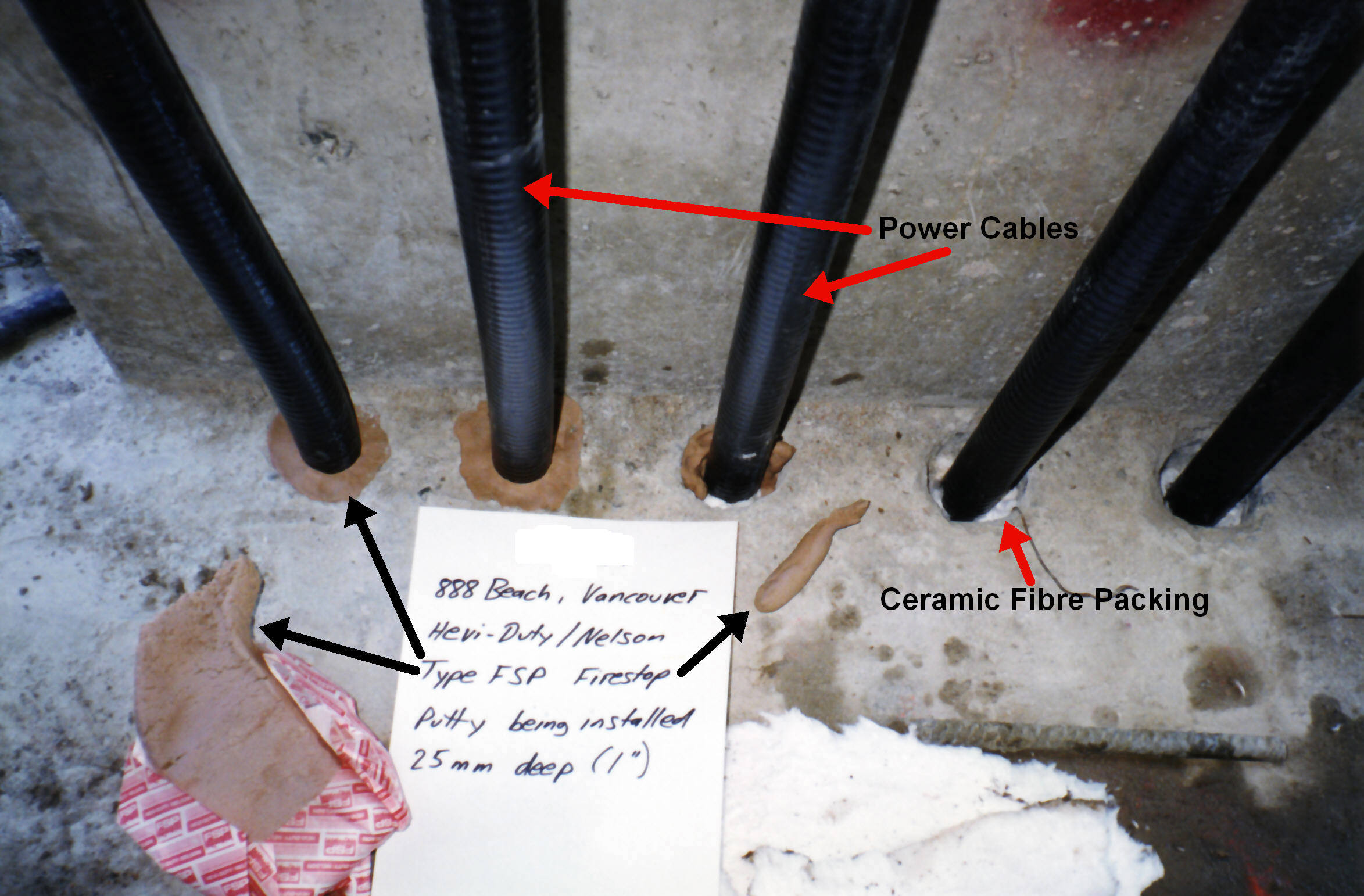
Intumeszenz-Kitt zur Abschottung von Durchbrüchen einer Betondecke mit zweistündigem Feuerwiderstand

Kitt ist die Bezeichnung für ein pastenförmiges Klebe- und Dichtungsmittel, das auch als Füllstoff für Spalten, Fugen und Löcher genutzt wird. Kitte härten im Allgemeinen zu einer festen Masse aus, die im Gegensatz zu elasto-plastischen Dichtmassen nicht flexibel ist.
Im Gegensatz zu ungefüllten Klebstoffen können auch Werkstücke mit größeren Fugenabständen verbunden werden, die durch den Kitt ausgefüllt werden.
Abgeleitet von der verbindenden Funktion dieser Masse ist die Redewendung etwas „kitten“, beispielsweise in Bezug auf eine zwischenmenschliche Beziehung.
Historisch wurde der Begriff „Kitt“ (auch Kütt) für sehr verschiedene Arten von Kleb- und Füllmassen verwendet, die Leime, Kleister, härtende Öle, Naturharz, Wachs, Kalk oder Zement als Bindemittel enthalten können. Heute wird er häufig als Kompositum mit den zu verbindenden Materialien benutzt, z. B. Glaserkitt, Holzkitt, Fugenkitt oder Fensterkitt.
Ähnliche Massen, die weniger dem Verbinden von Bauteilen, als dem Ausgleichen von Oberflächen dienen, werden als Spachtelmasse bezeichnet. Im Gegensatz zu Kitten müssen sich Spachtelmassen zu dünnen Schichten ausziehen lassen.

## Einteilung
Nach ihren Klebeeigenschaften können Kitte in Klebkitte und Füllkitte unterschieden werden. Erstere weisen eine stärkere Haftfestigkeit auf und stellen im Wesentlichen Klebstoffe dar, die üblicherweise Füllstoffe enthalten und auch zum Überbrücken breiterer Klebefugen geeignet sind. An Füllkitte werden bezüglich der Haftfestigkeit keine hohen Anforderungen gestellt. Diese dienen mehr zum Ausfüllen größerer Hohlräume als zur Herstellung einer Klebverbindung.
Darüber hinaus können Kitte aufgrund ihrer Bindungs- und Bildungsmechanismen wie folgt unterteilt werden:
- Schmelzkitte sind bei Raumtemperatur fest, schmelzen beim Erwärmen unter Ausbildung plastischer Verformbarkeit und erstarren beim Abkühlen ohne Schwund. Ein praktisches Beispiel sind thermoplastische Edelsteinkitte, die zum Aufkitten von Rohedelsteinen auf geeignete Träger während des Schleifens dienen, und die sich rückstandsfrei ablösen lassen.[7] Siehe auch Schmelzkleber
- Abdunstkitte enthalten demgegenüber einen Lösemittelanteil, der sich beim Erstarren verflüchtigt, wodurch die Masse geringfügig schwinden kann.
- Reaktionskitte sind Stoffgemische von teigartiger Konsistenz, die durch chemische Reaktion aushärten. Klassischer Fensterkitt gehört in diese Kategorie.
- Brandschutzkitte vergrößern bei Hitzeeinwirkung ihr Porenvolumen (Intumeszenz), wodurch sich ihr Feuerwiderstand deutlich erhöht. Die dienen der Abschottung von Leitungswegen, Maueröffnungen und Deckendurchbrüchen gegen die Ausbreitung eines Feuers.

## Chemische Zusammensetzung
Man kann weiterhin zwischen anorganischen und organischen Kitten unterscheiden, wobei erstere in jüngerer Zeit an Bedeutung verloren haben.

### Anorganische Kitte
Hierzu gehören Kitte auf der Basis von Wasserglas (bildet mit Metalloxiden unlösliche Silicate), Magnesiumoxychlorid-Kitte (Sorelzement), Zinkoxidkitte (härten mit Zinkchlorid oder Phosphorsäure), Rostkitte (Eisenteilchen in der Kittmasse bilden zusammenbackenden Eisenrost); schwefelhaltige Kitte (auf der Basis von geschmolzenem Schwefel) und Glasflüsse (leichtschmelzende Glaszusammensetzungen, die in Pulverform mit Bindemittel auf die Kittstellen aufgetragen werden).

### Organische Kitte
Organische Kitte bestehen entweder aus synthetischen Polymeren (Polyvinylacetate, Epoxidharze, Polyurethane, Phenol-Formaldehyd-Harze) oder aus natürlichen Produkten (Kautschuk, Bitumen, Schellack, Wachse, Terpentine, Casein). Glycerin bildet mit manchen Metalloxiden (etwa Bleioxid) rasch abbindende Massen, die ebenfalls als Kitte eingesetzt werden können. Ölkitte auf der Basis von trocknenden Ölen können mit verschiedenen Metalloxiden oder -carbonaten angesetzt werden (vgl. den folgenden Abschnitt).
Schellackkitt wurde früher als Glühlampenkitt verwendet.

Ein Kittmesser, mit dem Fensterkitt aufgetragen, verteilt, geformt und wieder entfernt wird

## Holz- und Fensterkitt

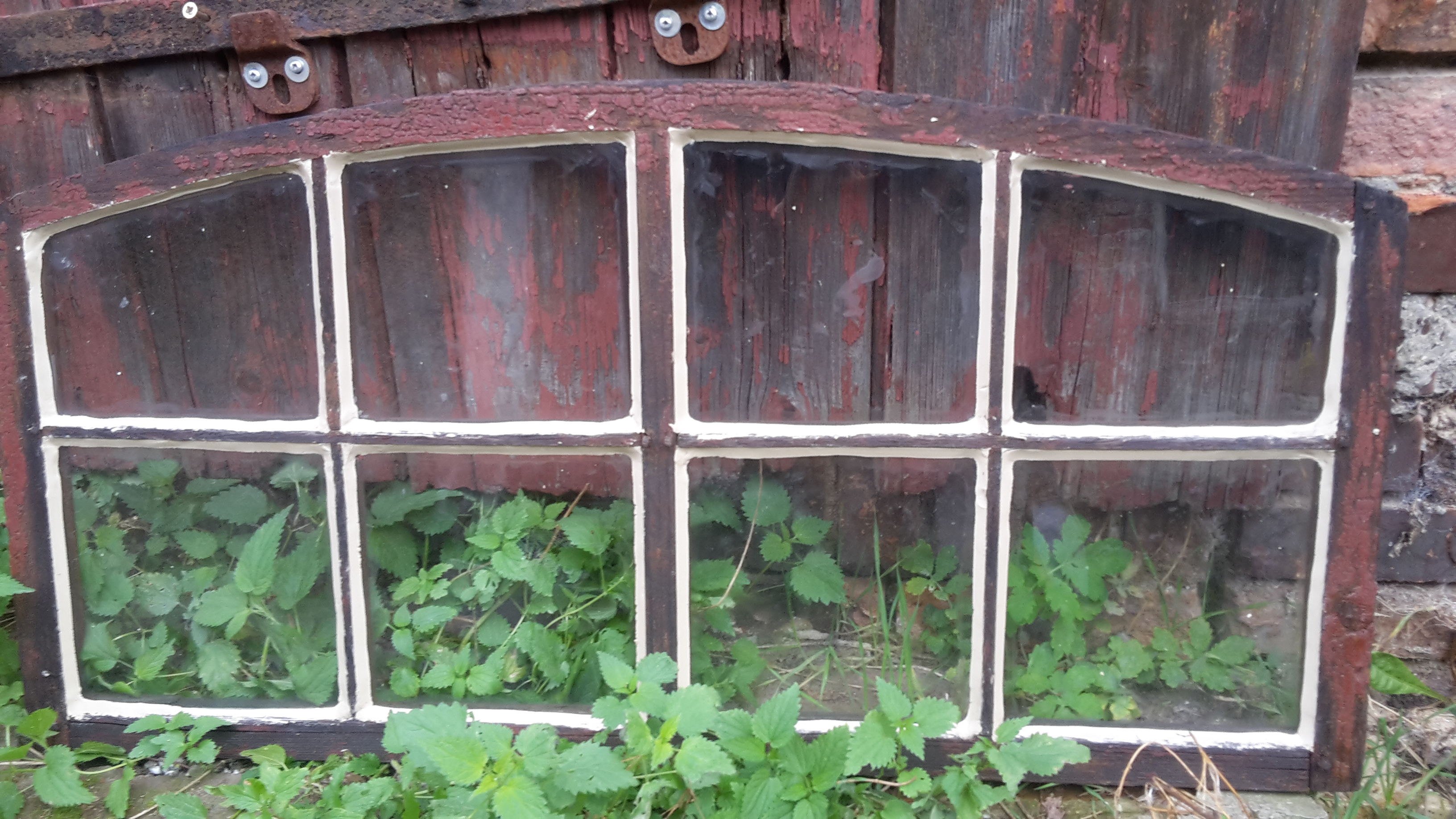
Eingekittetes Fenster mit klassischem Leinölkitt

### Fensterkitt
Klassischer Fensterkitt (Leinölkitt) ist eine Dichtungsmasse, die nach RAL 849 BZ zu rund 85 Prozent aus Schlämmkreide (Calciumcarbonat) und 15 Prozent aus Leinöl oder Leinölfirnis besteht. Er ist als geschmeidige knetbare Masse im Handel erhältlich. Hauptsächlich dient Kitt zur Fixierung und Abdichtung von Fensterscheiben in Holzrahmen, kann aber auch, wie Holzkitt, zum Ausbessern schadhafter Stellen an Holzbauteilen benutzt werden. Nach einigen Tagen bis Wochen ist die Oberfläche ausreichend erhärtet, um überstrichen zu werden.
Kitt härtet an der Luft durch Oxidation des Leinöls im Laufe mehrerer Jahre aus und wird spröde. Bei starker Belastung durch Sonneneinstrahlung kann er dann den Relativbewegungen zwischen Fenster und Glas nicht mehr folgen und bröckelt. Damit wird das Fenster undicht und die Verkittung muss ausgebessert oder erneuert werden. Versprödeter Kitt lässt sich einfach und schonend durch kurzwellige Infrarotstrahlen erweichen und dann ausschaben. Entsprechende Handgeräte werden im Handel angeboten.
Heute werden Isolierglasscheiben hauptsächlich mit vollsynthetischen Dichtstoffen eingeglast.
Klassischer Leinöl-Fensterkitt wird zwar in der industriellen Fertigung nur selten verwendet, jedoch im traditionellen Handwerk weiterhin zum Einglasen, für Abdichtungen und Reparaturarbeiten genutzt, besonders bei einfachverglasten Fenstern in Holz-, Metall- und Betonfassungen sowie bei Verbund- und Kastenfenstern mit Holzflügeln. Auch bei Verglasungen von antiken Möbeln findet er noch Verwendung. Klassischer Leinölkitt kann im Gegensatz zu Silikon überstrichen werden, mit traditioneller Leinölfarbe bereits nach einer Woche. Will man ihn allerdings mit Kunstharzlack überstreichen, so muss er zunächst bis zu vier bis sechs Wochen durchhärten.
Verglasungen in Stahlprofilen oder Rahmen aus Gusseisen werden auch mit Wasserglas-, Menninge- und Bleiglättekitt eingeklebt und abgedichtet.

### Holzkitt
Traditionell wird Leinölkitt zur Ausbesserung von Rissen und Fehlstellen in Holzbauteilen verwendet, dem neben Schlämmkreide auch Schleifstaub bzw. Sägemehl und Pigmente als Füll- und Farbstoffe zugesetzt werden. Heute werden auch Kunstharze als Bindemittel genutzt.
Als Fugenkitt zum Verspachtel der Oberfläche von Parkettböden wird der beim Überschleifen des Bodens anfallende Schleifstaub mit einem Bindemittel vermischt. Heute werden dazu Kunstharze wie Acrylate eingesetzt.

### Gesundheitsgefahren
Bis Mitte der 1980er Jahre wurde Fensterkitt mit Asbestfasern versetzt, um die Stabilität des Verbundes zu erhöhen. Seit 1990 dürfen nur noch asbestfreie Kitte verwendet werden. Untersuchungen der Schweizerischen Unfallversicherungsanstalt ergaben, dass bei unsachgemäßer Handhabung von alten Fensterkitt-Verbünden mit einer Freisetzung von Asbestfasern zu rechnen ist. Abhängig von der jeweiligen Bearbeitungsmethode, beispielsweise beim Abschleifen, können sich Konzentrationen von bis zu anderthalb Millionen lungengängiger Asbestfasern pro Kubikmeter Raumluft ergeben. Hingegen war beim Erwärmen mittels Infrarotstrahlen und dem anschließenden Abziehen des Kitts keine Faserfreisetzung messbar. Vor der Bearbeitung infrage kommender Verbünde ist daher unbedingt eine Beprobung auf asbesthaltiges Material vorzunehmen.

## Traditionelle Kitte
Ölkitt (Leinölkitt, Fensterkitt)
150 g Leinöl werden in die Vertiefung eines Betts aus 850 g Kreide gegossen und mit dieser vermengt. Nach einigen Tagen Ruhezeit wird die Masse kräftig miteinander verknetet.

Sauerstoffdicht verschlossen kann Leinölkitt über einige Jahre gelagert werden. Wird Leinölfirnis anstelle von Leinöl verwendet, trocknet der Kitt schneller.
Für einen besonders schnell erhärtenden Kitt können z. B. 50 g der Kreide durch Bleiglätte und 10 g der Leinölfirnis durch ein Trockenmittel ersetzt werden.

Ölkitt dient auch als Grundlage zur Herstellung speziellerer Kitte.
Lackkitt
Zur Herstellung des schneller trocknenden Lackkitts werden 8 Gewichts-Teile Ölkitt mit 1 Teil Bleiweiß und 1 Teil Öllack vermengt. Mit Lackkitt wurden früher u. a. Glasbuchstaben zur Anfertigung von Firmenschildern aufgeklebt.
Wasserglaskitt
Wasserglaskitt enthält 8 Gewichts-Teile Kreide, 6 Teile Schwerspat, 3 Teile Zinkweiß und 3 Teile Wasserglas.

Mit Wasserglaskitt können Glas, Porzellan, Steingut und Terracotta verkittet und verklebt werden. Statt Kreide und Schwerspat kann auch Quarzmehl verwendet werden. Wasserglaskitt wird auch als Glaserkitt zum Verglasen von Rahmen und Sprossenfenstern aus Stahlprofilen verwendet.
Leimkitt
Leimkitt wird aus 500 g einfaches Ockerpigment (Fußbodenocker), 225 g Kreide, 25 g Sägemehl, 125 g Wasser sowie 125 g Zelleimlösung (1:10) angemischt.

Leimkitt dient zum Ausbessern von Fehlstellen in rohem Holz. Er wird sehr viel weniger fest als Ölkitt und kann nur auf nicht beanspruchten Holzbauteilen in Innenräumen verwendet werden, etwa Holzvertäfelungen.
Fußbodenkitt
Fußbodenkitt haftet besser am Holz als Leimkitt und wird zum Ausbessern und Ausfugen von Dielenböden verwendet. 700 g hellem Ölkitt werden 150 g Leinölfirnis, 125 g einfaches Ockerpigment (Fußbodenocker) sowie 25 g Sägemehl zugemischt.
Bleimennigekitt
Der giftige Bleimennigekitt wird auf Bauteilen aus Stahl und Gusseisen eingesetzt. Ein Kitt ohne Füllstoffe kann aus 920 g Bleimennige und 80 g Leinölfirnis angemischt werden.
Andernfalls werden einer Grundlage aus 16 Gewichts-Teilen Leinölkitt etwa 3 Teile Bleimennige sowie zur Verdünnung 1 Teil Leinölfirnis hinzugemischt.
Mit Bleimennigekitt wurden früher Fugen von Stahlkonstruktionen sowie Verschraubungen von Gas- und Wasserrohren abgedichtet. Auch gusseiserne Abwasserrohre wurden mit Hanf oder Teerstrick und Mennigekitt abgedichtet. Ebenfalls zur Verklebung und Abdichtung von Verglasungen in Metallprofilen wurde Mennigekitt verwendet.
Bleiglättekitt
940 g Bleiglätte wird auf etwa 300 °C erhitzt, mit 60 g Glyzerin verrieben und in noch warmem Zustand auf zuvor mit Glyzerin bestrichene Stellen aufgetragen.
Der Kitt erhärtet in 15 Minuten und ist Temperaturbeständig bis 300 °C.

Wie Bleimennigekitt wird Bleiglättekitt und Wasserglaskitt zum Verkleben und Abdichten von Verglasungen in Metallprofilen sowie zum Verfüllen von Fugen in Stahlkonstruktionen verwendet. Der Kitt ist temperaturbeständig bis 300 °C und wird sehr fest.
Eisenkitt, Rostkitt
850 g Eisenfeilpulver, 110 g Schwefelblüte und 40 g Ammoniumchlorid (Salmiaksalz) werden mit Wasser pastös angeteigt. Rohen Stahl und Gusseisen verklebt der spröde aushärtende Kitt innerhalb von 3 Tagen unter Rostbildung.
Linoleumkitt
4 Gewichtsteile Terpentin werden mit 1 Teil Kolophonium langsam im Wasserbad geschmolzen. Der Kitt ist vor Gebrauch zu erwärmen und dient zum Abdichten der Fugen von Linoleumböden.
Kaseinkitt
1 Gewichtsteil Kaseinpulver, 1 Teil Kaolin und 3 Teile Weißkalk werden mit Wasser pastös angeteigt.
Bauteile aus Holz, Eisen und Stahl sind in der Regel zur besseren Haftung vor dem Verkitten zu grundieren. Hierfür wird meist das Bindemittel des Kitts verwendet.